# Asemesthes subnubilus
Asemesthes subnubilus är en spindelart som beskrevs av Simon 1887. Asemesthes subnubilus ingår i släktet Asemesthes och familjen plattbuksspindlar. Inga underarter finns listade i Catalogue of Life.